# 대칭

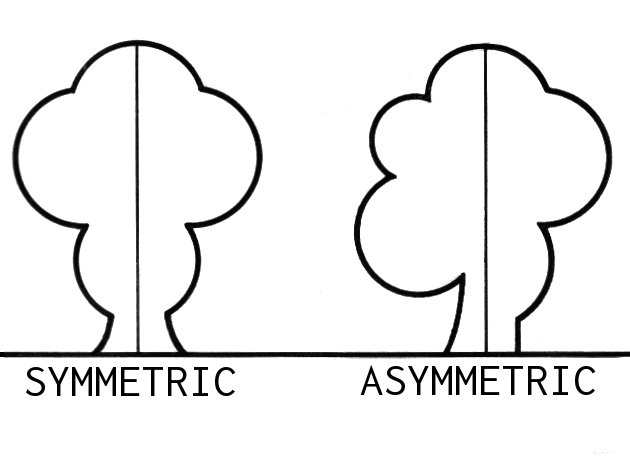
(좌) 대칭 (우) 비대칭

구체 대칭군

대칭(對稱), 시머트리(symmetry) 또는 대칭성(對稱性)은 균형 또는 반복적 자기 닮음이다. 이것은 기하학, 물리학 등의 형식 체계의 규칙에 따라서 증명하거나 입증할 수 있다.
간단하게 대칭이란, 물체를 반으로 나누었을 때 그것이 똑같은 모양일 때 사용되는 명칭이다.

## 개요
좌우 또는 상하에 같은 형의 것이 놓여져 중심축(中心軸)을 에워싸고 여러 가지 부분이 그 양쪽에 대응하여 놓여져 있는 상태를 균정(均整)·상칭(相稱)·대칭(對稱) 따위라 말하고 있는데 이 상태가 시머트리이다.
시머트리는 균형의 가장 원칙적인 것으로서 자연물에서도, 조형품에서도 흔히 볼 수 있는 물체의 배치이다. 그러한 시머트리의 사물을 보면 안정감이 있어서 엄숙하다거나 장중하다거나 하는 따위의 느낌을 받는다. 본존(本尊)을 중심으로 하고서 종자를 좌우에 거느린 삼존불(三尊佛), 그리스도를 중심으로 하고 좌우 하방(下方)에 사도들을 그린 책형도나, 교회, 사찰, 신전 등 종교 관계의 조형에는 시머트리의 것이 많다. 이것은 시머트리가 갖는 장중함의 효과를 살린 것이라 하겠다. 
형식은 본존의 발이나 손 언저리에 좌우 사소한 차이가 있기는 하나 그 밖에는 모두 다 시머트리로 되어 있다.
회화나 조각 등에서 종교 관계 이외에도 시머트리가 기초로 되어 있는 작품도 있으나, 이들의 경우, 좌우(또는 상하)에 다소의 변화를 갖게 하여 극단적인 시머트리를 피하고 있다. 그것은 시머트리가 갖는 침착성과 정숙성의 효과를 살리면서 시머트리가 갖는 냉정성과 견고성을 피한 것이라고 볼 수 있다.

## 예시
- y=x²은 y축을 기준으로 대칭이고 y=x³은 원점(0, 0)을 기준으로 대칭이다.

## 다른 의미
좌표가 변해도 변하지 않는 스칼라량이라고도 할 수 있다 x'이 x+1이 되도 변하지 않는 보존되는 스칼라량을 뜻하기도 한다

## 같이 보기
- 생물학의 대칭
- 대칭군 (기하학)
- 평면 대칭군
- 비대칭
- 방사상